# 오산고등학교 축구부 (서울)
오산고등학교 축구부는 오산고등학교의 축구부로 FC 서울의 U-18팀이다.

## 역사

### 오산학교 축구부
1907년에 개교한 오산고등학교는 전신인 오산학교 시절 축구부가 존재하였지만 정확히 몇년도에 창단되었는지는 알려지지 않고 있다. 한국 전쟁에서 전사한 광복군 출신 국군 기병대장이었던 장철부 중령이 재학 시절 선수로 활동하였다.
1921년 2월에 개최되었던 서울의 조선체육회 주최 제1회 전조선축구대회에 참가하였고1921년 5월에 개최되었던평양기독청년회 주최 전조선축구대회 참가 예정이라는 기사가 존재하므로늦어도 1921년에 축구부가 확실히 존재하였다. 그 후 1923년 서울의 조선체육회 주최 전조선축구대회 또다시 참가하였고여러 축구 선수들을 배출하는 등 활발한 활동을 하였다.
1930년대에 이르러서는 1932년 관서청소년축구대회에서 우승을 차지하였으며1934년 평양의 관서체육회 주최 전조선축구대회 중학부에서 준우승을 차지하였다. 그러나 1939년 9월 대회 참가 관련 기사를마지막으로 이후 발견되는 신문기사가 없으며 1940년대에 해체된 것으로 추정된다.
현재 오산고등학교와 오산중학교 홈페이지에서 오산학교 시절 축구부 관련 정보는 찾을 수 없으며 오산중학교 홈페이지 학교 연혁에 1941년 축구 우승이라는 문구만 있을 뿐이다.

### 재창단과 초창기 (2012–현재)
2012년 8월 28일 FC 서울과 축구부 창단 협약을 통한 준비과정을 거쳐 2012년 12월 27일 창단식과 함께 공식 출범하였다.

## 수상 기록
- K리그 주니어

 우승 (3): 2017(후기), 2022(후기), 2023(전기)
 준우승 (3): 2015(전기), 2016(전기), 2017(전기)
 3위 (2): 2023(후기), 2024(전기)
- K리그 U18 챔피언십

 우승 (1): 2022
 준우승 (2): 2018, 2023
 3위 (1): 2015
- 춘계 한국고등학교축구연맹전

 우승 (1): 2019
- 전국체육대회

 우승: 2021

- 대한축구협회장배 전국고등학교축구대회

 우승: 2023
- 백운기 전국고교축구대회

 준우승: 2024
 우승: 2025

## 코칭스태프
| 직위        | 이름   | 비고 |
| ----------- | ------ | ---- |
| 감독        | 윤시호 |      |
| 수석코치    | 고요한 |      |
| 골키퍼 코치 | 김민규 |      |
| 피지컬 코치 | 소기동 |      |
| 트레이너    | 정재식 |      |

## 같이 보기
- 오산고등학교
- FC 서울
- FC 서울 2군
- 오산중학교 축구부
- FC 서울 U-12팀
- Future of FC 서울
- FC 서울 아카데미

## 참고 자료
- 한강 보이는 FC서울 유스 숙소, 최상 환경 속에서 선수 꿈 키운다
- 일반 학생들과 수업 듣는 서울 유스, 축구만 잘하는 것이 아니다